# Fagin
Fagin är en fiktiv figur av judiskt ursprung i Charles Dickens roman Oliver Twist. Han är ledare för en tjuvliga bestående av barn och prostituerade unga kvinnor.
Ett flertal filmer som baseras på boken Oliver Twist har producerats. Bland dem som spelat Fagin på vita duken kan nämnas Richard Dreyfuss, Alec Guinness, Robert Lindsay, Ben Kingsley, George C. Scott, Tim Curry, Dom DeLuise, Lon Chaney och Michael Nyqvist.
På teaterscenen har han gestaltats av bland annat Jarl Kulle och Jonathan Pryce.